# Carl Friedrich Förster
Carl Friedrich Förster (Fuester)  ( 1817 - 1901 ) fue un botánico, horticultor alemán. En el Herbario de plantas vasculares de Múnich, Baviera se hallan duplicados de sus colecciones botánicas. Fue asistente curador en el "Museo botánico de Berlín". Fue especialista en la familia de los cactos.

## Algunas publicaciones
- 1860. Neue Cacteen. Ed. F.A. Brockhaus. 14 pp.

### Libros
- 1900. Vollständigster immerwährender Taschenkalender für den Blumengarten: ein belehrender und zuverlässiger Führer für Gärtner und Gartenfreunde, bei der Zierpflanzenkultur im Freilande und in den Gewächshäusern, wie auch bei der Pflanzenvermehrung und der Blumentreiberei ( El diario perpetuo más completo para el jardín de flores: una guía instructiva y confiable para los jardineros y amantes de los jardines, de plantas ornamentales al aire libre e invernaderos, así como en la propagación de plantas ). Ed. Wöller. 72 pp.

- carl friedrich Förster, k. theodor Rümpler. 1886. Carl Friedrich Förster's Handbuch der Cacteenkunde: in ihrem ganzen Umfange nach dem gegenwärtigen Stande der Wissenschaft bearbeitet und durch die seit 1846 begründeten Gattungen und neu eingeführten Arten vermehrt ( Manual de Carl Friedrich Forster de Cactus: en toda su extensión en el estado actual de la ciencia, editado y aumentado por 1.846 géneros y especies introducidas). Volumen 4 de Der Gesammte Gartenbau. Ed. Wöller. 1.029 pp.

- 1861. Die Impfungen, der Triumpf der künstlichen Pflanzen-Vermehrung: populär- wissenschaftliche Zusammenstellung sämmtlicher sogenannter Veredelungsweisen ; ein Leit- und Lehrbuch für Gärtner, Baumzüchter, Landwirthe ... (Las vacunas, el triunfo de la propagación de las plantas artificiales: Elaboración de divulgación científica de todos los modos de procesamiento de llamada, un libro de orientación e instrucción para los jardineros, viveristas, labradores ...) Ed. Payne. 211 pp.

- 1857. Der unterweisende Nutz- und Ziergärtner (La utilidad en el futuro y la jardinería decorativa). Volumen 2. 217 pp.

- 1847. Der raktische Blumengärtner, Vollständiges alphabetish geordnetes Handbuch der Blumenzucht: mit einem Blumengarten-Kalender und Register über die lateinischen Synonymen und deutschen Eigennamen von Heinrich Gruner (Práctica del jardinero de flores, Manual completo alfabético de Floricultura: calendario jardín de flores y el registro de los sinónimos y nombres en latín del alemán Leopold Heinrich Gruner). Ed. Wöller. 452 pp.

- 1846. Handbuch der Cacteenkunde. Tomo 2, y volumen 17 de Historical Science. Reeditó Books on Demand, 2010. 565 pp. ISBN 3867411832 en línea

- 1845. Die Gärtnerei in ihrem höchsten Ertrage durch größtmögliche Vereinfachung: Ein Hand- und Hilfsbuch für Gärtner und Gartenbesitzer, so wie für Landwirthe ... ; Mit 1 Figurentafel (El vivero en su más alto rendimiento de simplificar al máximo: un manual de ayuda para los jardineros y propietarios de jardines, así como para los agricultores ...) Ed. Wöller. 377 pp.

- La abreviatura «C.F.Först.» se emplea para indicar a Carl Friedrich Förster como autoridad en la descripción y clasificación científica de los vegetales.[2]